# Chay
Pour les articles ayant des titres homophones, voir Chai, Chais, Chaix, Chet et Chey.
Chay (prononcé Cha-i) est une commune française située dans le département du Doubs, la région culturelle et historique de Franche-Comté et la région administrative Bourgogne-Franche-Comté.
Ses habitants se nomment les Chaillerots et Chaillerotes.

## Géographie

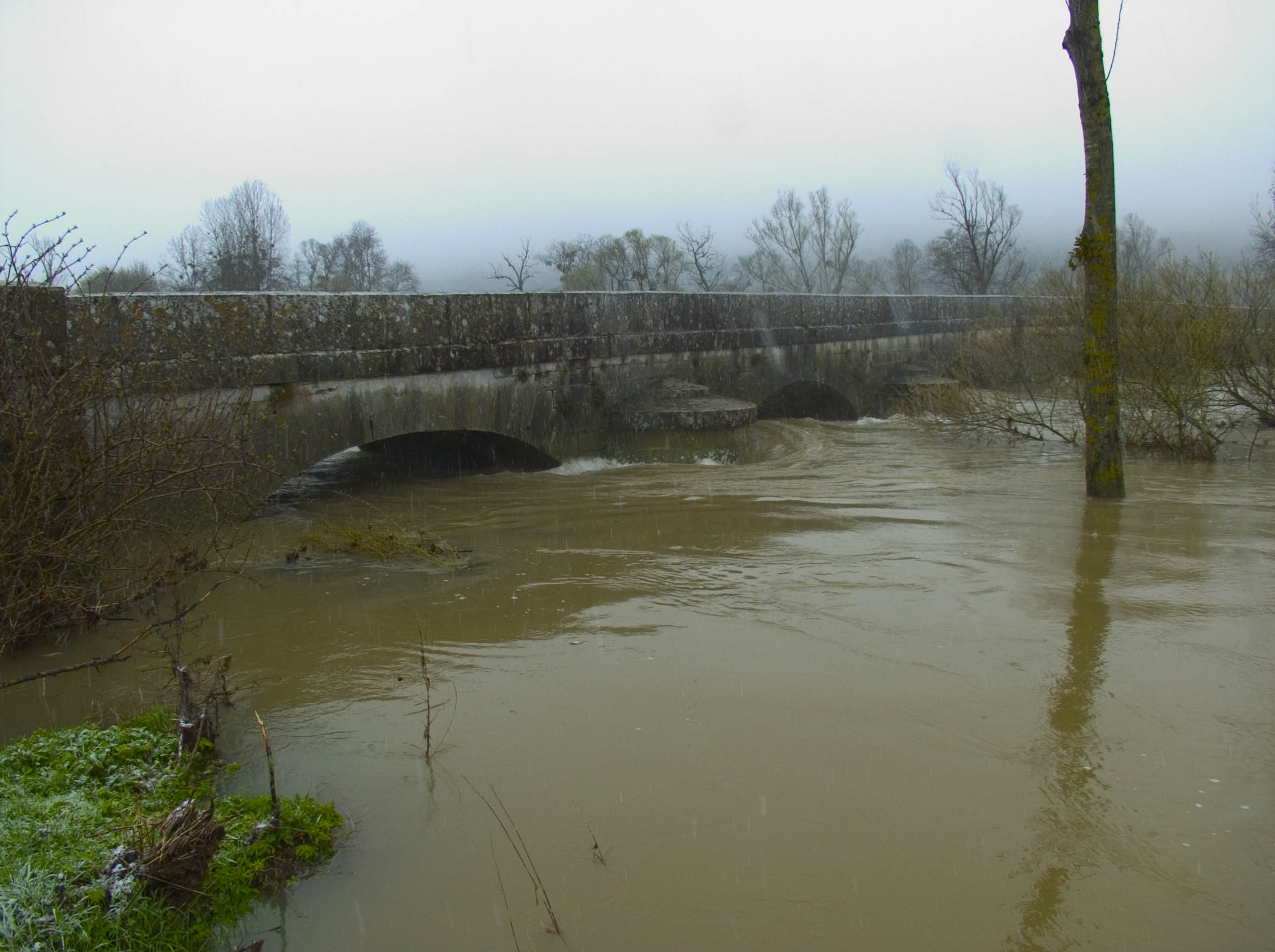
La Loue en crue au pont de Chay.

À la frontière entre le département du Doubs et le département du Jura, la commune de Chay s’étend sur les rives de la Loue, dans sa vallée s’ouvrant après Quingey. Elle se situe sur un axe entre Besançon et le nord du département du Jura.
Située au cœur de la région de Franche-Comté, la commune de Chay appartient au département du Doubs, en limite du département du Jura voisin de deux kilomètres. Elle appartient au canton de Quingey et est traversée par la Loue dans sa moyenne vallée.
Après avoir été longtemps sous l'influence de Salins-les-Bains, le découpage départemental l’a placée dans le département du Doubs. Comme toute la grande région bisontine, la capitale comtoise Besançon possède une attractivité croissante sur le canton de Quingey, mais le département du Jura reste néanmoins très proche (Salins-les-Bains, Mouchard, Arbois). Chay est traversée par la RN 83 reliant Besançon à Lons-le-Saunier et est située à proximité d’Arc-et-Senans et sa célèbre Saline royale d'Arc-et-Senans.
La Loue et les sources ont forcément influé sur l'implantation du village. Au cœur d'une vallée rocailleuse, les terres les meilleures longent le cours de l'eau.
Le château médiéval a marqué l’emplacement du bourg ancien, proche du pont et sur l'axe nord-sud longeant la Loue. Le village s'organise aujourd’hui encore sur cet axe parallèle à la rivière mais la rue principale venant et repartant vers la route nationale en est un autre. Protégé du vent et en retrait du lit de la Loue, le village ancien est constitué de grosses fermes en pierre, en partie rénovées.
Surplombé par l'imposant mont Poupet et le talus du plateau, bordé par le Trémont, le village se blottit le long de l'axe de la vallée de la Loue.
Le village de Chay se niche au cœur de cette vallée et étage ses terroirs de 255 à 500 mètres d'altitude.
Situé en retrait du lit principal de la rivière, le village de s'étend le long de la butte menant à la route nationale, à laquelle la relie la D 214. Les premières communes voisines sont Brères et Rennes-sur-Loue. Un pont ancien enjambe la rivière et conduit aux pâtures et au versant boisé du Trémont. Le moulin Coquet (qui n'est plus en fonction) est alimenté par une dérivation de la Loue. L'habitat neuf se répartit aux extrémités du village ancien : routes de Brères et de Rennes-sur-Loue et en haut de la combe.

### Climat
Pour des articles plus généraux, voir Climat de la Bourgogne-Franche-Comté et Climat du Doubs.
En 2010, le climat de la commune est de type climat de montagne, selon une étude du Centre national de la recherche scientifique s'appuyant sur une série de données couvrant la période 1971-2000. En 2020, Météo-France publie une typologie des climats de la France métropolitaine dans laquelle la commune est exposée à un climat semi-continental et est dans la région climatique Jura, caractérisée par une forte pluviométrie en toutes saisons (1 000 à 1 500 mm/an), des hivers rigoureux et un ensoleillement médiocre.
Pour la période 1971-2000, la température annuelle moyenne est de 10,9 °C, avec une amplitude thermique annuelle de 17,2 °C. Le cumul annuel moyen de précipitations est de 1 203 mm, avec 13,7 jours de précipitations en janvier et 9,3 jours en juillet. Pour la période 1991-2020, la température moyenne annuelle observée sur la station météorologique de Météo-France la plus proche, « Arc-et-Senans », sur la commune d'Arc-et-Senans à 6 km à vol d'oiseau, est de 11,7 °C et le cumul annuel moyen de précipitations est de 1 182,8 mm. 
La température maximale relevée sur cette station est de 41,5 °C, atteinte le 13 août 2003 ; la température minimale est de −25 °C, atteinte le 2 janvier 1971,,.
Les paramètres climatiques de la commune ont été estimés pour le milieu du siècle (2041-2070) selon différents scénarios d'émission de gaz à effet de serre à partir des nouvelles projections climatiques de référence DRIAS-2020. Ils sont consultables sur un site dédié publié par Météo-France en novembre 2022.

## Urbanisme

### Typologie
Au 1er janvier 2024, Chay est catégorisée commune rurale à habitat dispersé, selon la nouvelle grille communale de densité à 7 niveaux définie par l'Insee en 2022.
Elle est située hors unité urbaine. Par ailleurs la commune fait partie de l'aire d'attraction de Besançon, dont elle est une commune de la couronne,. Cette aire, qui regroupe 310 communes, est catégorisée dans les aires de 200 000 à moins de 700 000 habitants,.

### Occupation des sols
L'occupation des sols de la commune, telle qu'elle ressort de la base de données européenne d’occupation biophysique des sols Corine Land Cover (CLC), est marquée par l'importance des territoires agricoles (60,6 % en 2018), en diminution par rapport à 1990 (66,1 %). La répartition détaillée en 2018 est la suivante : 
prairies (37,3 %), forêts (33,9 %), terres arables (20,9 %), zones urbanisées (5,4 %), zones agricoles hétérogènes (2,4 %). L'évolution de l’occupation des sols de la commune et de ses infrastructures peut être observée sur les différentes représentations cartographiques du territoire : la carte de Cassini (XVIIIe siècle), la carte d'état-major (1820-1866) et les cartes ou photos aériennes de l'IGN pour la période actuelle (1950 à aujourd'hui).

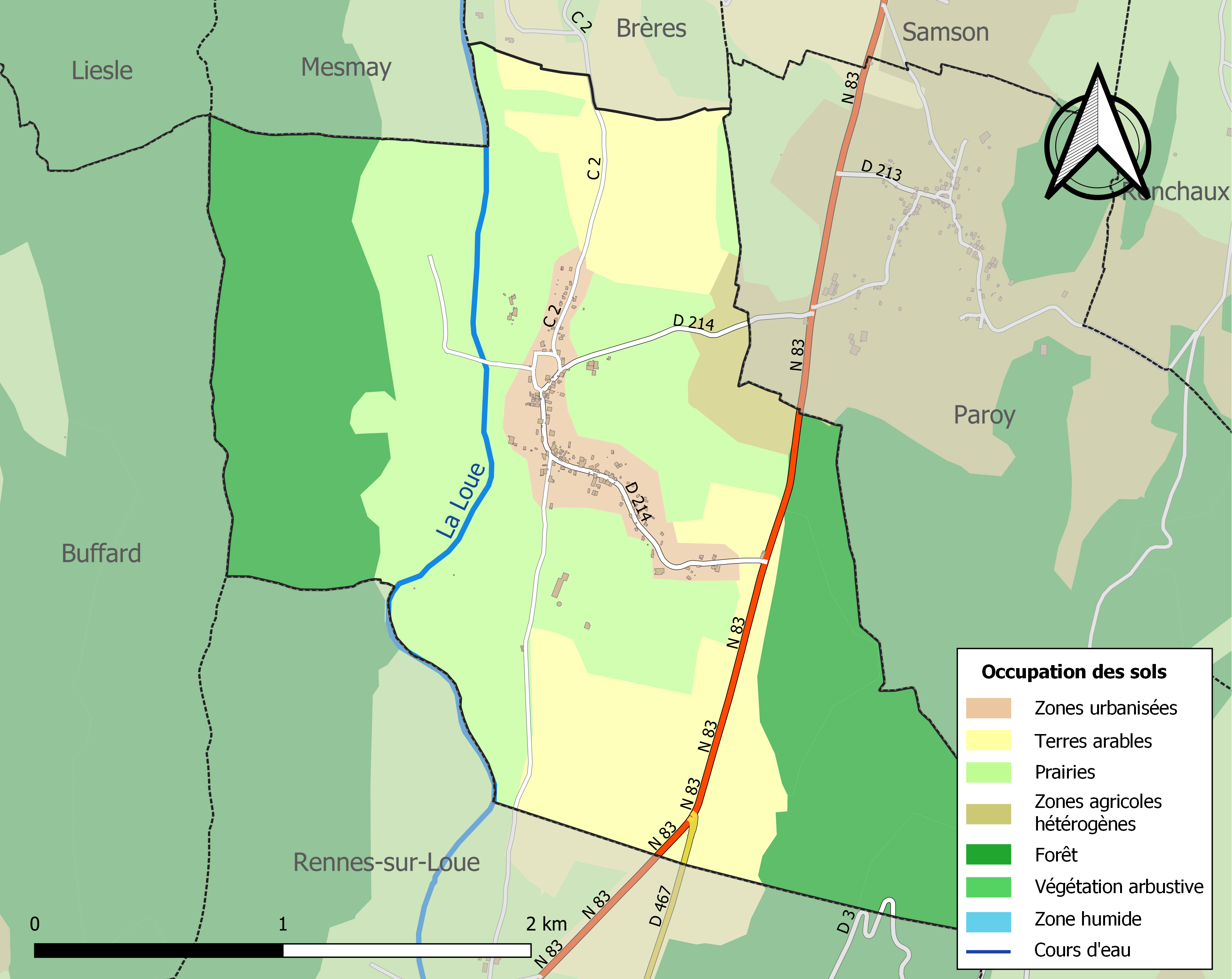
Carte des infrastructures et de l'occupation des sols de la commune en 2018 (CLC).

## Toponymie
Chaix en 1235 ; Chays en 1287 ; Chaiz en 1319 ; Chey en 1426 ; Chay depuis 1531.

## Histoire

### Une histoire de familles
À la suite des épidémies et des guerres, notamment au XVIIe siècle, le village de Chay a connu plusieurs phases de repeuplement, apportant des familles nouvelles au sein des Chaillerots subsistants (ils n'étaient plus que 36 en 1639).
Aux noms disparus sont venus s'ajouter progressivement les familles que l’on retrouve encore de nos jours à Chay. Souvent issues des montagnes, ces familles nombreuses arrivaient pour travailler dans les fermes du village. Ce fut le cas de :
- Jean BARDEL (BARDEY) qui arrive en 1649 de Samson avec sept enfants : il est l'ancêtre d’une bonne partie des Chaillerots d'aujourd'hui ;
- Antony BRENIER arrive avec d’autres familles de Savoie, accompagnés de Suisses, en 1650 ;
- En 1734, c'est Denis COURBET, maçon de Chantrans, qui s'installe au village avec ses six enfants ;
- Par la suite, s’installeront les RENAUD originaires de Myon, les CUNCHON de Saint-Thiébaud, les BOLE du Crouzet, les PETETIN et les TRIBUT de Chapois, les FAIVRE de Mesmay, les CHAUVIN d'Ivrey ou encore les BERGER de Marnoz.

### Le pont
Le lieu le plus fréquenté de Chay est le pont et ses abords. Il en est ainsi depuis le Moyen Âge, car les hommes se réunissaient là pour les corvées du seigneur, sur un emplacement stratégique entre le château tout proche et le moulin.
Il permettait aussi différentes finalités économiques comme la desserte des vignes et des blés de la rive gauche de la Loue, un point de départ des chemins vers Buffard et Liesle, par Trémont, le transport du bois nécessaire à la Saline, pour l'évaporation de la muire, ou encore un pont de secours pour la livraison du sel vers Saint-Vit et Besançon, par Brères, Mesmay et Lombard, quand celui de Rennes était effondré ou emporté par les eaux.
Actuellement, à la belle saison, c’est un coin propice à la détente (baignade, pique-nique...) et dont la fréquentation ne fait que croître, puisque le site figure maintenant sur les guides touristiques.
Il est difficile de déterminer avec précision la date de construction du premier pont, mais en 1423, les bois de Chay étaient réservés pour la cuisson du sel de Salins. Pont de bois, il est emporté par les eaux en 1532, mais la Saline refuse de participer financièrement à sa réfection, car le territoire de la communauté s’étend de part et d’autre de la Loue. Décision confirmée dans un acte de 1601 aux Archives départementales du Doubs.
En 1760, pour garantir une meilleure commercialisation de sel comtois, on décide de construire un pont en pierre. Chay paiera le quart de la dépense, Samson, Mesmay, Paroy et Lombard un autre quart. L’autre moitié est financée par un don de monsieur d’Olivet de Chamolle, notaire à Salins. La rue principale de Chay a d'ailleurs porté son nom jusqu’à une date très récente. Les hommes des villages cités travailleront en corvée pour l’approvisionnement des matériaux.
Hélas, la débâcle de glace, à la fonte des neiges, a raison des trois dernières piles, d’abord en 1788 et 1795, puis en 1822 et 1830. En 1833, deux piles disparaissent totalement et la commune de Chay fournit quelques dizaines de pieds de chênes de Trémont pour des réparations de fortune. Les garde-fous ayant disparu, plusieurs noyades se produisent. En 1843, c’est le mur de culée qui s’effondre.
Le 28 mars 1852, l'architecte Pompée établit un devis pour reconstruction de la seconde moitié, mais en ligne brisée pour utiliser les restes d’anciennes piles. Les pierres nécessaires seront extraites de la carrière sous Boichailles. Montant initial des travaux : 18 689,22 francs, ramené à 14 135 francs. François Dupont de Besançon-Saint Claude est adjudicataire le 25 mai 1853, mais il décédera avant la fin des travaux. La reconstruction démarrera au printemps 1854 et la réception définitive interviendra le 15 avril 1856. Durant les travaux, un des maçons, Félix Tournier, meurt noyé. Pour raison d’économie, les margelles ne seront mises en place qu’en 1857. L'aspect extérieur du pont n'a donc pas changé depuis près de 150 ans : du bel ouvrage. Pour le paiement des travaux, la commune va se saigner, en vendant 8 hectares de bois, en instituant des taxes (comme celle sur les chiens) et en réduisant l'indemnité annuelle du curé de Paroy. Mais le compte n'y était toujours pas et il fallut contracter un emprunt de 5 000 francs, ce qui va mettre à sec le budget communal pour 15 ans. La dépense était toutefois judicieuse puisque 150 ans après, il rend toujours d’appréciables services.

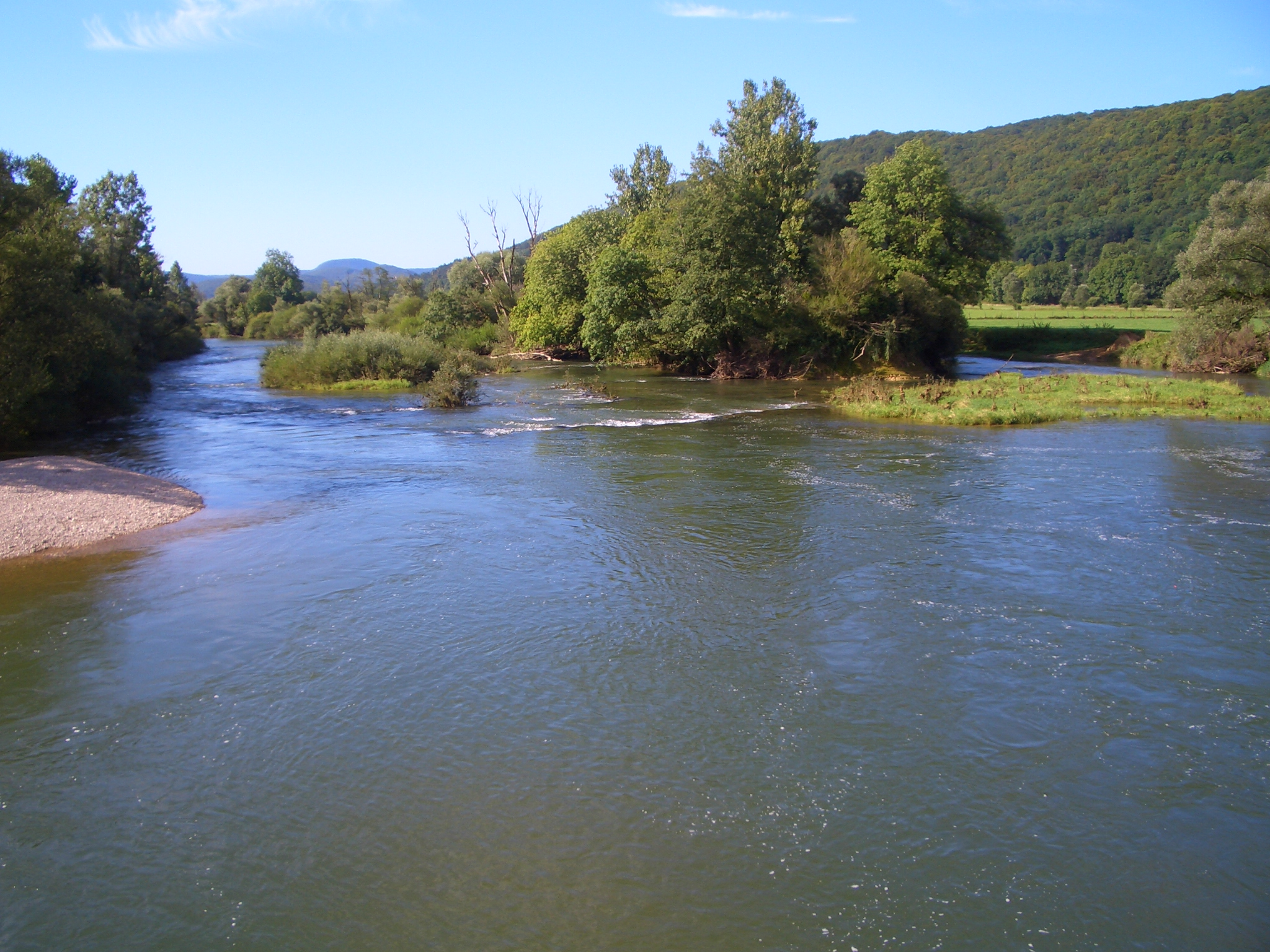
La gravière, la Loue, et la forêt communale.

Quant au sable de la gravière, il a toujours été accessible gratuitement pour les Chaillerots, mais les habitants des villages voisins doivent le payer, dès 1821. À partir de 1840, la gravière est louée par adjudication tous les 3 ans, les villageois continuant de bénéficier de l’avantage ancien.

### Le moulin
Depuis fort longtemps, la Loue faisait tourner un moulin à Chay. On en trouve mention déjà à la fin du XIVe siècle.
Pendant maintes années, il a fait partie de la châtellenie de Chay, appartenant donc aux châtelains comme, parmi d’autres, la famille d'Occors.
De nombreux meuniers ont assuré son fonctionnement : Nicolas Bourgeois en 1694, Joseph Girod en 1803, Pierre-Antoine Grandvoinet en 1840, Roch Bardey en 1846 ou encore François Bardey en 1872.
En 1852, le moulin était composé de deux tournants : un moulin à orge, un moulin à maïs ainsi qu'une ribe à chanvre (d’où les Chenevières du bord de Loue), une scierie, une machine à battre, 7 roues hydrauliques.
Le moulin a aussi fourni au village de l’électricité jusqu’aux années 1940.
Au début du XXe siècle, le meunier a remplacé les roues hydrauliques par des turbines.

## Politique et administration
| Période                                  | Période  | Identité            | Étiquette | Qualité     |
| ---------------------------------------- | -------- | ------------------- | --------- | ----------- |
| Les données manquantes sont à compléter. |          |                     |           |             |
| 1983                                     | 2008     | Emile Bardey        | UMP       |             |
| 2008                                     | mai 2020 | Philippe Bardey     | UMP-LR    | Retraité    |
| mai 2020                                 | En cours | Jean-Pierre Cunchon |           | Agriculteur |

## Démographie
L'évolution du nombre d'habitants est connue à travers les recensements de la population effectués dans la commune depuis 1793. Pour les communes de moins de 10 000 habitants, une enquête de recensement portant sur toute la population est réalisée tous les cinq ans, les populations de référence des années intermédiaires étant quant à elles estimées par interpolation ou extrapolation. Pour la commune, le premier recensement exhaustif entrant dans le cadre du nouveau dispositif a été réalisé en 2005.

En 2022, la commune comptait 197 habitants, en évolution de −7,51 % par rapport à 2016 (Doubs : +1,88 %, France hors Mayotte : +2,11 %).
| 1793 | 1800 | 1806 | 1821 | 1831 | 1836 | 1841 | 1846 | 1851 |
| ---- | ---- | ---- | ---- | ---- | ---- | ---- | ---- | ---- |
| 255  | 297  | 275  | 287  | 300  | 320  | 320  | 288  | 294  |

| 1856 | 1861 | 1866 | 1872 | 1876 | 1881 | 1886 | 1891 | 1896 |
| ---- | ---- | ---- | ---- | ---- | ---- | ---- | ---- | ---- |
| 276  | 290  | 298  | 253  | 254  | 239  | 240  | 232  | 215  |

| 1901 | 1906 | 1911 | 1921 | 1926 | 1931 | 1936 | 1946 | 1954 |
| ---- | ---- | ---- | ---- | ---- | ---- | ---- | ---- | ---- |
| 205  | 189  | 195  | 197  | 215  | 192  | 175  | 148  | 136  |

| 1962 | 1968 | 1975 | 1982 | 1990 | 1999 | 2005 | 2006 | 2010 |
| ---- | ---- | ---- | ---- | ---- | ---- | ---- | ---- | ---- |
| 139  | 117  | 112  | 126  | 126  | 141  | 175  | 177  | 193  |

| 2015 | 2020 | 2022 | - | - | - | - | - | - |
| ---- | ---- | ---- | - | - | - | - | - | - |
| 204  | 204  | 197  | - | - | - | - | - | - |

## Économie

### Agriculture
Sur les 650 ha de la superficie communale, 366 ha sont utilisés par l'agriculture. Les terres arables progressent aux dépens des pâturages dans lesquels paissent les troupeaux de vaches, laitières ou à viande. La forêt recouvre l'essentiel des versants du Trémont et de la Fourrée, gagnant du terrain sur les vergers et les vignes disparues.

## Culture locale et patrimoine

### Village d'entraînement du Cirque Plume
Dans les années 1980, Chay fut le lieu d'entraînement du célèbre Cirque Plume à ses débuts.

### Lieux et monuments
- Le pont sur la Loue : voir ci-dessus paragraphe "Histoire".
- Le moulin.
- Le lavoir-abreuvoir.
- La fromagerie Loue Lison.
- Le stadium Nord de Chay.

Début 2017, la commune est « réputée sans clochers ».

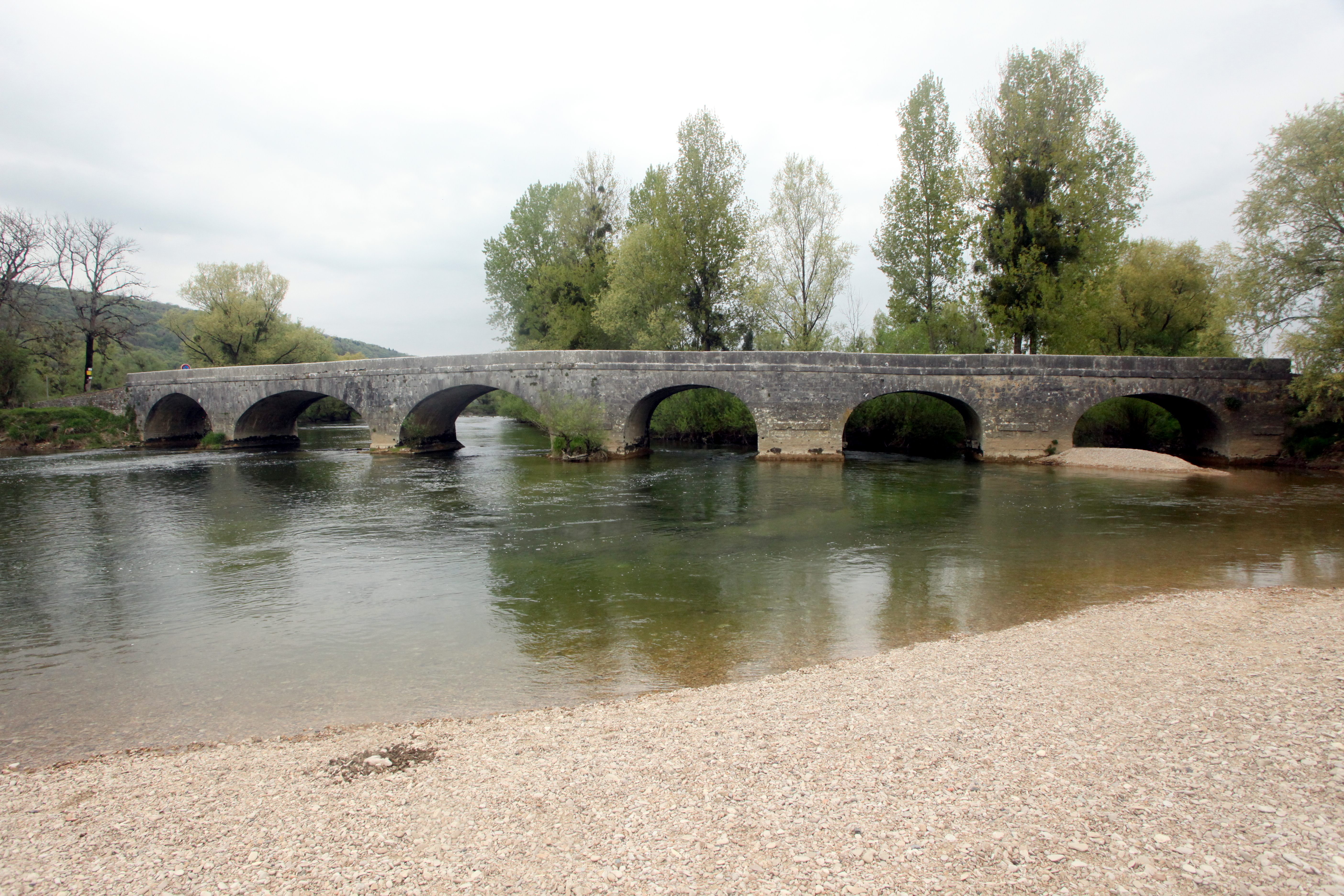
Le pont sur la Loue.
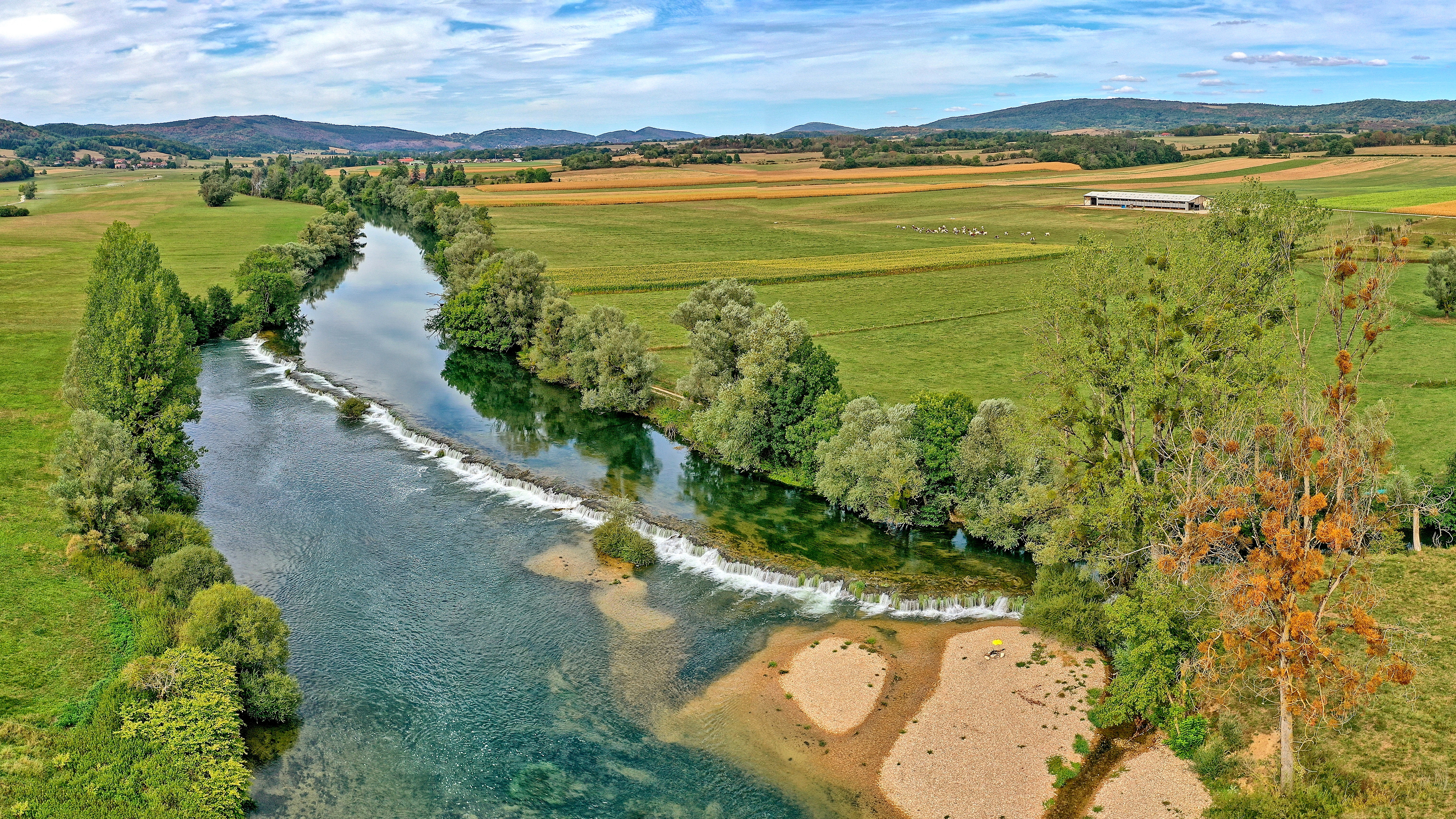
Le barrage du moulin.
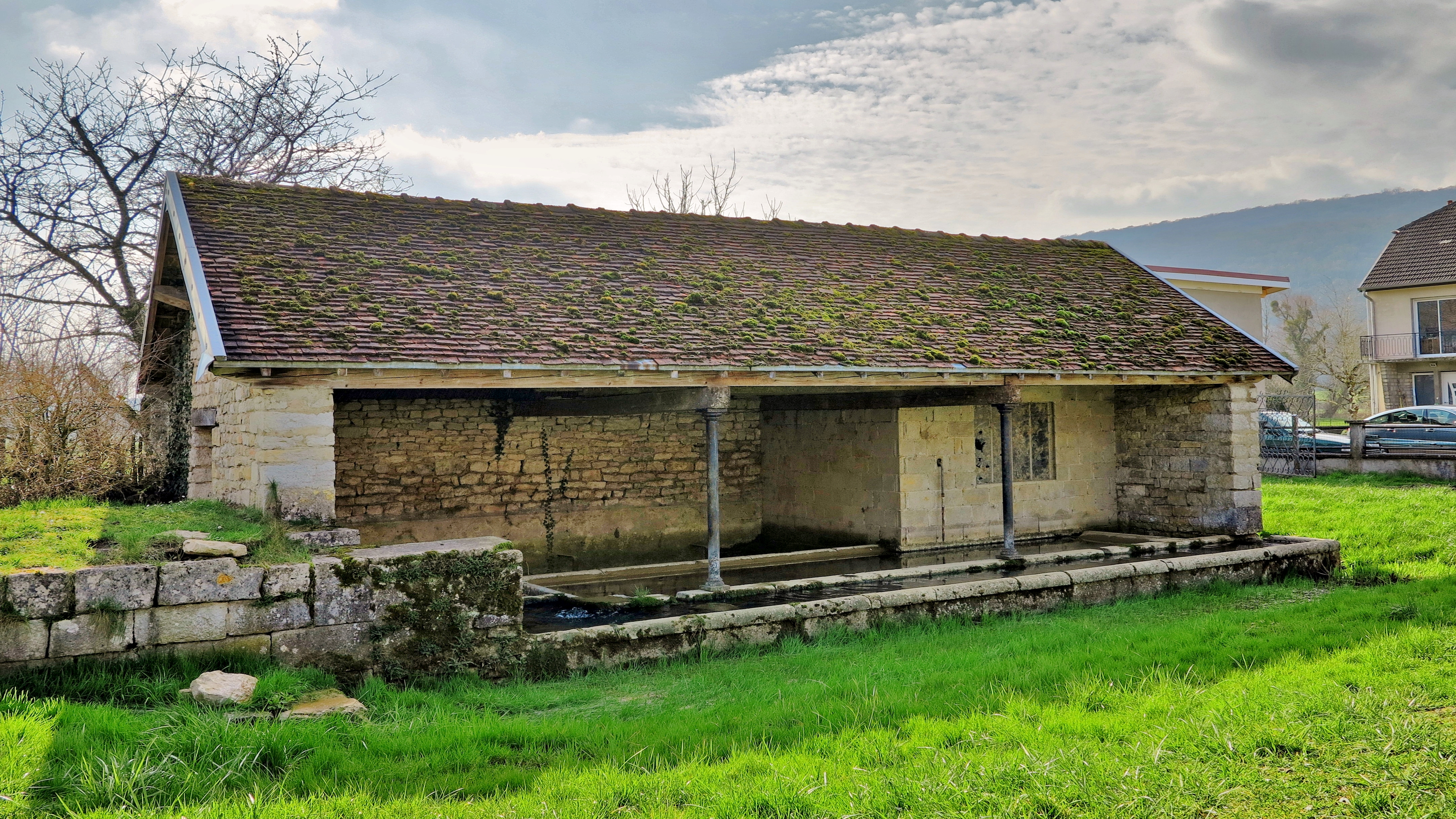
Le lavoir-abreuvoir.
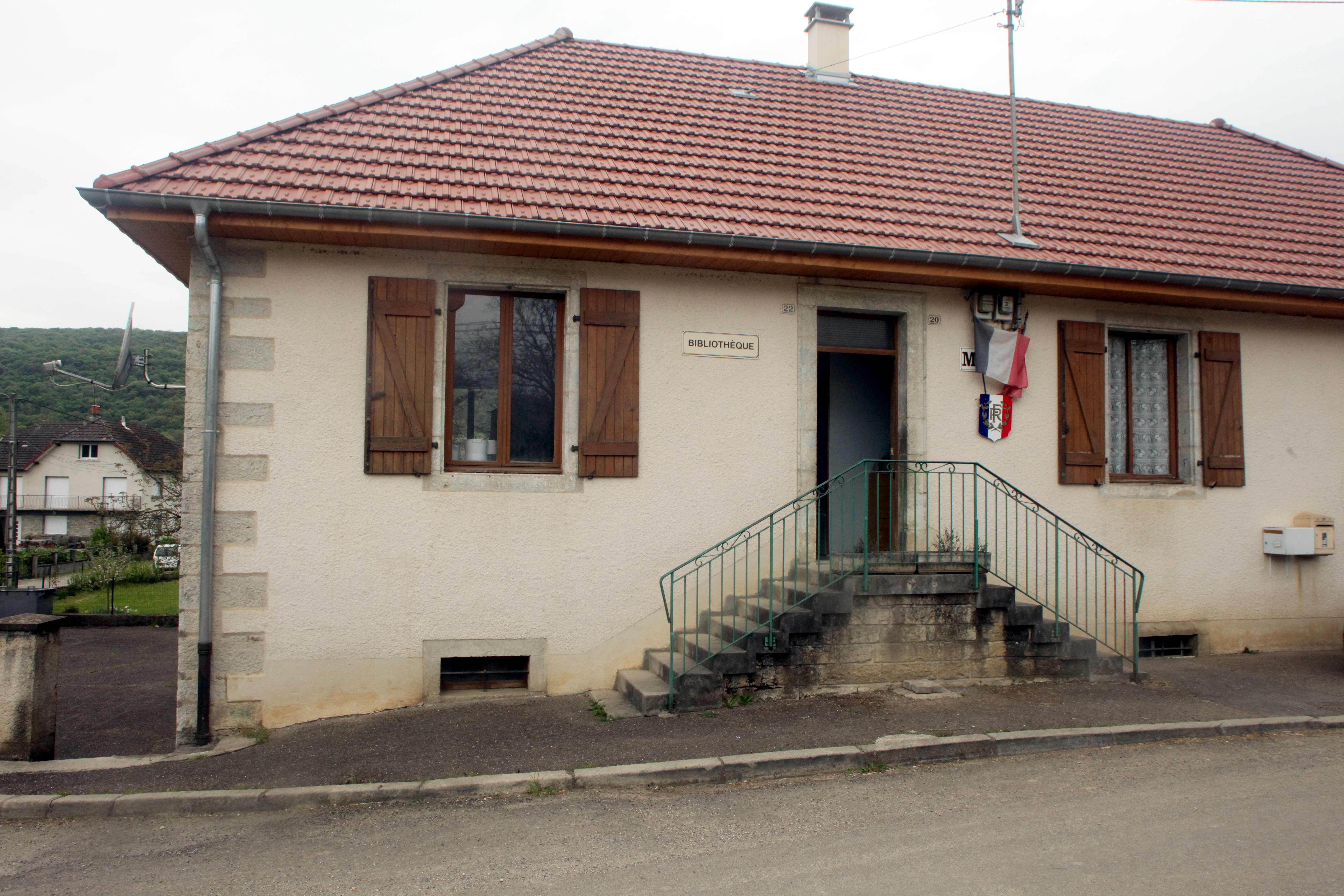
La mairie.